# Eurytoma pyrrhocera
Eurytoma pyrrhocera is een vliesvleugelig insect uit de familie Eurytomidae. De wetenschappelijke naam is voor het eerst geldig gepubliceerd in 1911 door Crawford.